# Sứa buồm
Velella là một chi sinh vật thủy sinh thuộc lớp Hydrozoa, sống trôi nổi tự do trên mặt biển. Chúng có kích thước trung bình khoảng 10 cm, màu xanh nhạt, và đặc trưng bởi một chiếc "vây" trong suốt trên thân. Chiếc vây này hoạt động như một cánh buồm tự nhiên, giúp chúng lướt trên mặt nước nhờ sức gió và dòng chảy đại dương.
Giống như các loài Cnidaria khác, Velella velella là một loài săn mồi. Chúng sử dụng xúc tu chứa các tế bào chích độc (cnidocyst, hay nematocyst) để bắt giữ sinh vật phù du làm thức ăn. Khi tấn công, chúng tiêm độc vào con mồi, khiến nó tê liệt trước khi bị tiêu hóa.
Velella thường xuất hiện theo bầy với hàng nghìn cá thể, tạo nên những cụm trôi nổi khổng lồ trên mặt biển, đôi khi bị sóng đánh dạt vào bờ, tạo nên khung cảnh độc đáo.